# جين روس (كاتبة)
جين إيريس روس كوكبيرن (7 مايو 1911-27 أبريل 1973) كاتبة، وناشطة سياسية، وناقدة سينمائية بريطانية. أثناء الحرب الأهلية الإسبانية (1936-1939)، عملت مراسلة حرب لصحيفة ديلي إكسبريس ويُعتقد أنها كانت وكيلة إعلامية للكومنترن. عملت روس، وهي كاتبة ماهرة، ناقدة سينمائية لصحيفة ديلي وركر، ووصفت انتقاداتها للسينما السوفيتية المبكرة لاحقًا بأنها أعمال بارعة من «السفسطة الجدلية». طوال حياتها، كتبت النقد السياسي، والجدل المناهض للفاشية، والبيانات لعدد من المنظمات المتباينة مثل رابطة أفلام وصور العمال البريطانية. كانت ستالينية متدينة وعضوًا مدى الحياة في الحزب الشيوعي لبريطانيا العظمى. عملت روس مغنية ملهى وعارضة أزياء في برلين.
أثناء شبابها وخلال تجوالها في جمهورية فايمار، عملت روس مغنية ملهى وعارضة أزياء في برلين. ألهمت مغامراتها في برلين الكاتب كريستوفر إشيروود الذي ألف رواية قصيرة بطلتها سالي بولز عام 1937، لتُجمع لاحقًا في وداعًا برلين، وهو عمل استشهد به النقاد الأدبيون على أنه يصور ببراعة العدمية اللذيذة في عصر فايمار ثم اقتبِس منه مسرحية ملهى الموسيقية. خلال الفترة المتبقية من حياتها، اعتقدت روس أن ارتباطها العام بالشخصية الساذجة وغير السياسية لبولز أدى إلى عملها مدى الحياة ككاتبة وناشطة سياسية محترفة. كتبت ابنتها سارة كودويل، التي شاركتها هذا الاعتقاد، في وقت لاحق مقالًا في إحدى الصحف في محاولة لتصحيح السجل التاريخي وتبديد التصورات الخاطئة عن روس. وفقًا لكودويل: «في تحولات الرواية للمسرح والسينما، أصبح توصيف سالي أكثر فظاظة وأقل دقة، وقصص (الأصل) أكثر وضوحًا».
بالإضافة إلى إلهام شخصية سالي بولز، يرجع الفضل إلى روس في قاموس أكسفورد للسيرة الوطنية ومصادر أخرى باعتباره مصدر إلهام لمعيار الجاز للكاتب الغنائي إيريك ماشويتز «هذه الأشياء الحمقاء (ذكّرني بك)»، وهي واحدة من أكثر أغاني الحب ديمومة في القرن العشرين. مع أن زوجة ماشويتز السابقة هرمايني غنغولد ادعت لاحقًا أن الأغنية كتبت لها أو للممثلة آنا ماي وونغ، فقد كذّب ماشويتز هذه الادعاءات. بدلًا من ذلك، استشهد ماشويتز بذكريات «حب الشباب»، ويفترض معظم الباحثين أن علاقة ماشويتز الشبابية مع روس ألهمته الأغنية.
فايمار برلين
أثبتت رحلة روس إلى وسط أوروبا أنها أقل نجاحًا مما كانت تأمل. لم تتمكن من العثور على عمل تمثيلي، لذلك عملت مغنية ملهى ليلي في فايمار ألمانيا، ظاهريًا في حانات المثليات والملاهي الليلية من الدرجة الثانية. في أوقات فراغها، غالبًا ما زارت شركة يونيفيرسال فيلم، وهي شركة ألمانية لإنتاج الأفلام السينمائية، على أمل الحصول على أدوار سينمائية صغيرة. بحلول أواخر عام 1931، حصلت على وظيفة راقصة في إنتاج للمخرج المسرحي ماكس راينهارد لحكايات أوفنباخ الخيالية، ولعبت دور أنيترا في إنتاج راينهارد لبير جينت.
عُرض حكايات هوفمان إنتاج راينهارد والذي طال انتظاره لأول مرة في 28 نوفمبر 1931. يُعتقد أن الإنتاج كان أحد آخر الانتصارات العظيمة لمشهد برلين المسرحي قبل الصعود التدريجي للحزب النازي. ظهرت روس ومعها راقص ذكر كزوجين عاطفيين في خلفية المسرح، وكانا مرئيين فقط في صورة ظلية خلال تسلسل قصر البندقية، الفصل الثاني. لاحقًا، قالت روس إنها وفنان الأداء قد استفادا من هذه الفرصة لعلاقة حميمة جنسية على مرأى ومسمع من الجمهور الغافل.
لقاء إشيروود
بحلول أواخر عام 1931، انتقلت روس إلى شونبيرغ، برلين، وهناك شاركت الكاتب الإنجليزي كريستوفر إشيروود السكن في مساكن متواضعة في شقة المرأة الشابة ميتا ثوراو في نولندوفغاشتغاس 17، وقد التقت به في أكتوبر 1930 أو أوائل عام 1931. كان إشيروود، روائيًا مبتدئًا، وكان متناقضًا سياسيًا بشأن صعود الفاشية وانتقل إلى برلين للاستفادة من البغايا الذكور والاستمتاع بملاهي موسيقى الجاز في المدينة. في لقائهم الأول، استلمت روس الحديث وتحدثت عن آخر انتصاراتها الجنسية. ذات مرة، مدت يدها إلى حقيبة يدها وأبرزت العازل الأنثوي، ولوحته في وجه إشيروود المشدوه. سرعان ما أصبح الاثنان صديقين حميمين.

على الرغم من أن علاقات روس مع إشيروود لم تكن ودية دائمًا، لكنها سرعان ما انضمت إلى دائرته الاجتماعية إلى جانب العديد من الشعراء ذوي الوعي السياسي مثل: ويستن هيو أودن، وستيفن سبندر. لاحقًا، كانت روس المرأة الوحيدة في هذه الدائرة من الكتاب الذكور المثليين، الذين جعلوها أسطورة في مذكراتهم. من بين معارف إشيروود، نُظر إلى روس على أنها متحررة جنسيًا، ليس لديها محظورات، ولا تتورع عن الترفيه عن زوار شقتهم وهم عراة أو عن مناقشة علاقاتها الجنسية. تظهر صورة معاصرة لروس البالغة من العمر 19 عامًا في كتاب إشيروود وداعًا برلين عندما واجه الراوي لأول مرة سالي بولز «المنحلة الإلهية»:
لاحظت أن أظافرها كانت مطلية باللون الأخضر الزمردي، وهو لون أخطأت اختياره، لأنه لفت الانتباه إلى يديها، اللتين كانتا مبقعتين بشدة بسبب تدخين السجائر وقذرة مثل الفتاة الصغيرة. كانت داكنة... كان وجهها طويلًا ورقيقًا، وشاحبًا كالموتى. كان لديها عيناها بنيتان كبيرتان للغاية وكان من المفترض أن تكونا أغمق لتتناسب مع شعرها وقلم الحواجب الذي استخدمته لحاجبيها.
وصف إشيروود روس الشابة بأنها تشبه جسديًا ميرل أوبيرون، لكنه قال إن وجهها تمتع بشكل طبيعي بروح الدعابة الساخرة المشابهة لتلك التي تتمتع بها الممثلة الكوميدية بياتريس ليلي. كانت شقتهم المتداعية في نولندوفغاشتغاس 17 في منطقة للطبقة العاملة بالقرب من وسط الجيوب الراديكالية في فايمار برلين، والنشاط التخريبي، والحياة الليلية للمثليين. في النهار، كانت روس عارضة أزياء للمجلات الشعبية، وفي الليل، كانت مغنية بوهيمية تغني في الملاهي القريبة الواقعة على طول شارع كورفورستيندام، وهي منطقة ترفيهية اختارها يوزف غوبلز لتدميرها في المستقبل في مجلته عام 1928. أغلقت كتيبة العاصفة هذه الملاهي عندما استولى الحزب النازي على السلطة في أوائل عام 1933. زار إشيروود هذه النوادي الليلية لسماع روس تغني، ووصف صوتها فيما بعد بأنه ضعيف ولكنه مؤثر:
كان لديها صوت أجش وعميق مثير للدهشة. غنت غناءً سيئًا، دون أي تعبير، يداها متدليتان على جانبيها، ومع ذلك كان أداؤها، بطريقته الخاصة، فعالًا بسبب مظهرها المذهل وعدم اهتمامها بما يعتقده الناس عنها.
نظرًا لمعرفتها بإشيروود، خُلدت روس لاحقًا على أنها «فتاة إنجليزية سليطة لذيذة ومرة» تدعى سالي بولز في رواية إشيروود التي تحمل الاسم نفسه عام 1937 وكتابه عام 1939 وداعًا برلين. أثناء وجودها في شركة إشيروود، قُدِمت روس إلى الزائر بول بولز، وهو كاتب أمريكي مثلي الجنس حصل لاحقًا على الإشادة لروايته ما بعد الاستعمارية السماء الواقية. أثر الاجتماع بين روس وبولز على إشيروود، تاركًا انطباعًا دفعه لاستخدام لقب بولز لشخصية سالي بولز، والتي كان أساسها شخصية روس. قال إشيروود إن روس كانت «بريطانية في الأساس أكثر من سالي؛ لقد تذمرت مثل امرأة إنجليزية حقيقية، بابتسامتها وتحملها دون شكوى. كانت أكثر صرامة».